# Super défi
Super défi était un jeu télévisé diffusé chaque jour à 19h40 sur TF1 pendant l'été 1983, présenté par Christophe Dechavanne, qui faisait là ses débuts en tant qu'animateur de télévision,,. Chaque jour, deux candidats s'affrontaient sur des jeux vidéo de la console Atari VCS 2600 ou de l'ordinateur personnel Atari 400/800. En fin de semaine, le vainqueur pouvait défier Super-Défi, un champion masqué réputé imbattable.
Après l'arrêt de l'émission, le personnage de Super-Défi reviendra sur la chaîne co-animer le jeu Microludic.